# گئورگ کروگ
گئورگ کروگ (نروژی: Georg Philip Hertzberg Krog؛ ۲ ژوئیهٔ ۱۹۱۵ – ۳ اوت ۱۹۹۱) اسکیت‌باز سرعت، و وکیل اهل نروژ و از برندگان مدال‌های بازی‌های المپیک زمستانی بود.